# Чаоян (уезд)
Чаоя́н (кит. упр. 朝阳, пиньинь Cháoyáng) — уезд городского округа Чаоян (КНР).

## История
Во времена империи Мин эти земли подчинялись различным пограничным караулам. Во времена империи Цин в 1774 году на этих землях был создан Саньчжуантаский комиссариат (三座塔厅). В 1778 году он был преобразован в уезд Чаоян (названный так в честь пещеры Чаояндун на горе Фэнхуаншань), подчинённый Чэндэской управе (承德府). В 1904 году уезд был поднят в статусе до Чаоянской управы (朝阳府).
После Синьхайской революции в Китае была проведена реформа структуры административного деления, в ходе которой управы были ликвидированы, и в 1914 году Чаоянская управа вновь стала уездом Чаоян, вошедшим в состав Специального административного района Жэхэ (который в 1928 году был преобразован в провинцию Жэхэ).
В 1933 году провинция Жэхэ была захвачена японцами и присоединена к марионеточному государству Маньчжоу-го. В 1940 году уезд Чаоян был преобразован в хошун Тумэд-Юци (吐默特右旗) и включён в состав провинции Цзиньчжоу.
После окончания Второй мировой войны и ликвидации Маньчжоу-го было восстановлено довоенное административное деление. Во время гражданской войны эти земли с 1947 года перешли под контроль коммунистов. В 1955 году провинция Жэхэ была ликвидирована и уезд вошёл в состав Специального района Цзиньчжоу (锦州专区) провинции Ляонин. В 1958 году Специальный район Цзиньчжоу был расформирован, при этом урбанизированная часть уезда Чаоян была выделена в отдельный город Чаоян, и уезд перешёл под юрисдикцию властей города. В 1964 году город Чаоян был расформирован, а его территория была включена в состав уезда Чаоян; был образован Специальный район Чаоян (朝阳专区) из 5 уездов и 1 автономного уезда, власти которого разместились на территории уезда Чаоян. В 1970 году Специальный район Чаоян был переименован в Округ Чаоян (朝阳地区).
В 1980 году урбанизированная часть уезда Чаоян была вновь выделена в город Чаоян.
Постановлением Госсовета КНР от 30 июня 1984 года округ Чаоян был расформирован, а вместо него был образован городской округ Чаоян; уезд Чаоян стал подчиняться властям городского округа Чаоян.

## Административное деление
Уезд Чаоян делится на 1 уличный комитет, 13 посёлков, 11 волостей и 2 национальные волости.

## Соседние административные единицы
Уезд Чаоян граничит со следующими административными единицами:
- С трёх сторон охватывает районы Шуанта и Лунчэн (урбанизированная часть Чаояна, выделенная в особые административные единицы)
- Городской уезд Бэйпяо (на северо-востоке)
- Харачин-Цзои-Монгольский автономный уезд (на юго-западе)
- Уезд Цзяньпин (на северо-западе)
- Городской округ Хулудао (на юго-востоке)
- Городской округ Цзиньчжоу (на востоке)
- Автономный район Внутренняя Монголия (на северо-западе)